# What Is It?
What Is It? és una pel·lícula surrealista nord-americana de 2005 escrita, editada, coproduïda i dirigida per Crispin Glover i protagonitzada per Glover, Steven C. Stewart i els veu de Fairuza Balk.
What Is It? és la primera entrada d'una trilogia planificada dirigida per Glover, seguida de It Is Fine! Everything Is Fine. (2007) i continuada amb It Is Mine.

## Argument
Les "aventures" d'un jove els principals interessos del qual són els caragols, la sal, una pipa i com arribar a casa, que està turmentat per una psique hubristica interiorment racista.

## Producció
La producció de la pel·lícula va començar el 1996 com un curtmetratge que s'havia d'utilitzar com a prova de concepte per a la tercera pel·lícula encara no produïda de la trilogia It de Glover, It Is Mine. Després de completar el rodatge del curt inicial, Glover va decidir convertir-lo en un llargmetratge i va filmar vuit dies addicionals durant dos anys. Tot i que l'edició va ser imatge bloquejada uns tres anys després del rodatge inicial, la postproducció es va mantenir durant sis anys més a causa d'un error tècnic relacionat amb el Timecode SMPTE i també perquè Glover es va centrar en la producció de la segona pel·lícula de la trilogia, It Is Fine! Everything Is Fine. (2007), que va començar a rodar-se l'any 2001 per adaptar-se a la salut en declivi de l'actor i escriptor principal de la pel·lícula, Steven C. Stewart.
La majoria dels actors que apareixen a la pel·lícula tenen Síndrome de Down, però Glover ha afirmat que no necessàriament representen personatges amb síndrome de Down i que la pel·lícula no tracta de la síndrome de Down. Amb contingut i imatges tabú, Glover veu els temes de la pel·lícula relacionats amb la seva "reacció psicològica a les restriccions que s'han produït en els últims 30 anys o més en la realització de cinema. Concretament, en tot allò que possiblement pugui fer al públic incòmode s'elimina necessàriament, o la pel·lícula no es finançarà ni es distribuirà corporativament."

## Llançament
La pel·lícula es va estrenar al Festival de Cinema de Sundance de 2005 i es va presentar a diversos altres festivals de cinema. A part d'això, només s'ha projectat en teatres independents, normalment acompanyat d'una sessió de preguntes i respostes, una narració dramàtica d'una hora de vuit llibres diferents profusament il·lustrats com a presentació de diapositives i un conèixer i saludar/firma de llibres amb Glover.

## Recepció
La pel·lícula havia rebut una puntuació d'aprovació del 50% a Rotten Tomatoes basada en 10 ressenyes, amb una puntuació mitjana de 6,2/10. Fou exhibida al XXXIX Festival Internacional de Cinema Fantàstic de Catalunya, on va rebre el Premi Carnet Jove Midnight X-Treme